# Offensive della Slesia

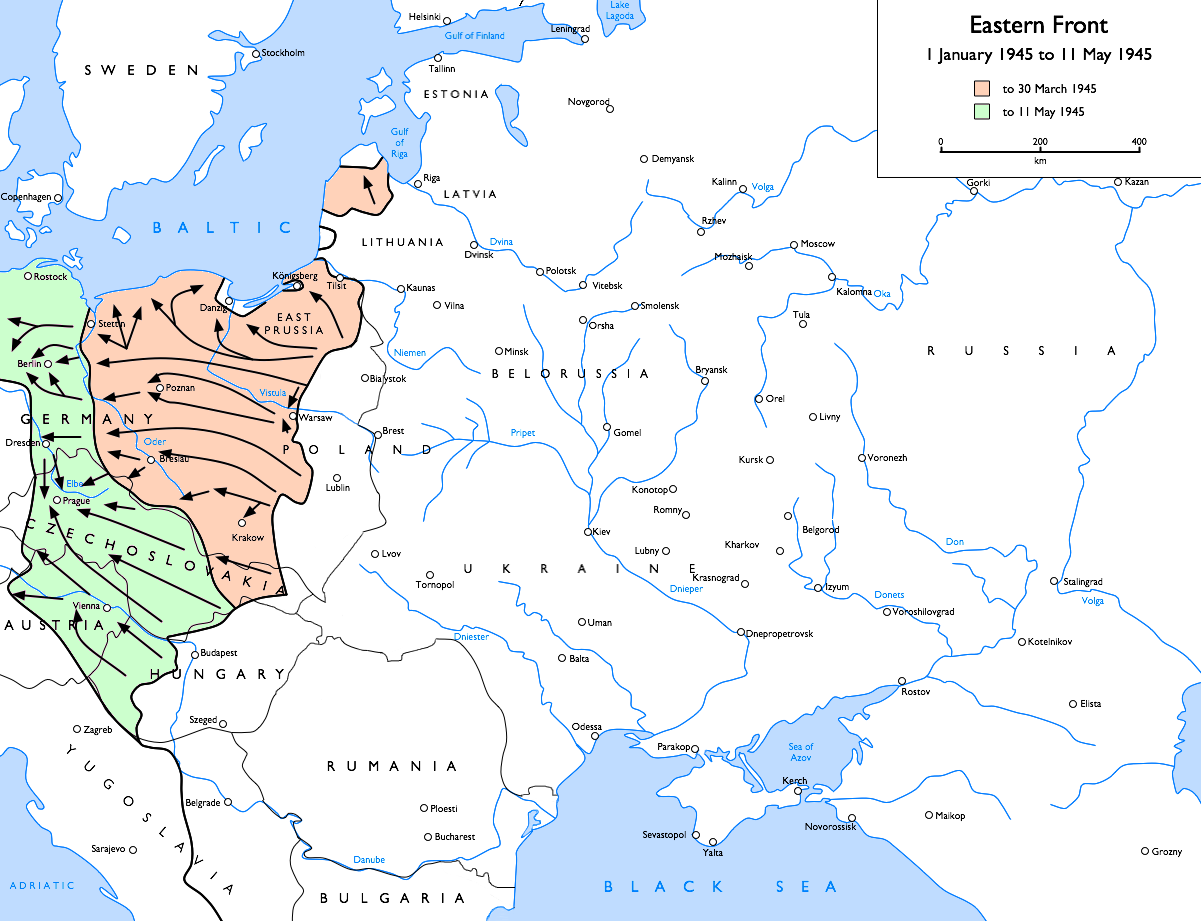
Fronte orientale della seconda guerra mondiale nel 1945

Le Offensive della Slesia sono state due offensive condotte dall'Armata Rossa contro la Wehrmacht sul fronte orientale della seconda guerra mondiale nel 1945.

## Le offensive
L'Offensiva della Bassa Slesia si svolse tra l'8 e il 24 febbraio. Quella dell'Alta Slesia si svolse tra il 15 e il 31 marzo. Progettate per sostenere l'avanzata dell'Armata Rossa verso Berlino, le due operazioni portarono i tedeschi fuori dalla Slesia. Secondo le informazioni sovietiche i tedeschi persero 40 000 soldati e 14 000 vennero catturati.
Il 1° Fronte ucraino sotto il comando di Ivan Konev - che avevo completato con successo l'Operazione Vistola-Oder - venne anticipato dal reparto occidentale verso la Slesia con l'obiettivo primario di difendere il fianco sinistro del 1° Fronte bielorusso che era stato spinto verso Berlino. Allo stesso modo, l'Offensiva della Pomerania orientale del 2° Fronte bielorusso a nord doveva difendere il 1° Fronte bielorusso.

## Il ritardo
La necessità di proteggere i vari fronti ritardò fino ad aprile l'avanzata dell'Armata Rossa verso Berlino, prevista originariamente per il mese di febbraio. Nel mese di aprile l'Offensiva della Pomerania orientale raggiunge la città di Stettino.

## Critiche
La decisione di Stalin di ritardare di due mesi l'avanzata sovietica verso Berlino, fu argomento di discussioni e polemiche tra i generali sovietici e gli storici. Da una parte alcuni sostenevano che nel mese di febbraio l'Armata Rossa avrebbe ottenuto più velocemente e con minori perdite Berlino mentre dall'altra parte c'è chi sostiene la decisione di Stalin, perché i tedeschi avrebbero potuto ottenere un successo contrattaccando dai fianchi e prolungando ulteriormente la guerra.
Probabilmente il ritardo deciso da Stalin fu per motivi politici, infatti gli permise di occupare diverse parti dell'Austria nell'Offensiva di Vienna.